# Gmina Fier
Gmina Fier (alb. Bashkia Fier) – gmina miejska położona w środkowej części Albanii. Administracyjnie należy do okręgu Fier w obwodzie Fier. W 2011 roku populacja gminy wynosiła 55 845 osób, w tym 28 078 kobiety oraz 27 767 mężczyzn, z czego Albańczycy stanowili 75,56% mieszkańców, Grecy 0,32%, Romowie 0,91%, Arumuni 0,80%.